# Primera División de Chipre
La Primera División de Chipre (en griego: Πρωτάθλημα Α΄ Κατηγορίας, Protáthlima A΄ Katigorías), también conocida por motivos de patrocinio como Protathlima Cyta, es la máxima categoría del sistema de ligas de fútbol de la República de Chipre. Comenzó a disputarse en 1934 y es organizada por la Asociación de Fútbol de Chipre.

## Historia
El fútbol llegó a Chipre a comienzos del siglo XX por influencia de los militares británicos. El primer equipo fundado en la isla fue el Anorthosis Famagusta en 1911, y a partir de ese momento se crearon clubes representativos de las comunidades grecochipriotas y turcochipriotas.
La fundación en 1934 de la Asociación de Fútbol de Chipre (CFA) deparó la creación de campeonatos domésticos. La primera temporada de la liga chipriota tuvo lugar en 1934-35 con ocho clubes: siete grecochipriotas y uno turcochipriota. Y si bien el Enosis Neon Trust de Nicosia fue el primer vencedor, el resto de las ediciones estuvieron copadas por el APOEL. El torneo se vio interrumpido entre 1941 y 1945 por la Segunda Guerra Mundial, y pudo retomarse a partir de la edición de 1944-45.
El desarrollo del torneo se ha visto marcado por el problema de Chipre y los conflictos intercomunitarios. Después de haber sido durante años el único club turcochipriota, el Çetinkaya Türk (campeón en 1951) se retiró del torneo en 1955 para jugar en una liga exclusiva para clubes turcochipriotas. Por lo tanto, la Primera División de Chipre se quedó solo con clubes grecochipriotas bajo organización de la CFA. Después de la independencia de 1960, la CFA obtuvo el reconocimiento de la UEFA y los clubes de este campeonato se ganaron el derecho de disputar competiciones europeas. Hubo dos ediciones suspendidas: la temporada 1958-59 por desórdenes públicos, y la de 1963-64 por los hechos de la llamada «Navidad Sangrienta».
A partir de la temporada 1967-68, Chipre y Grecia llegaron a un acuerdo para que el campeón nacional chipriota tuviera una plaza garantizada en la Primera División helena. Todos los clubes chipriotas que habían conseguido llegar allí terminaban descendiendo al año siguiente, pero el APOEL logró la permanencia en la temporada 1973-74. Sin embargo, la medida se vio interrumpida por la invasión turca del norte de Chipre en 1974. Desde entonces la participación de clubes grecochipriotas está limitada a su país.
El campeonato chipriota estuvo dominado en las décadas de 1970 y 1980 por el Omonia Nicosia, mientras que en los años 1990 hubo mayor competencia marcada por los éxitos del Anorthosis Famagusta, un equipo que se había visto obligado a abandonar el norte de Chipre para instalarse en Lárnaca. El mayor dominador del torneo en los últimos años ha sido el APOEL.

## Sistema de competición
La Primera División de Chipre es la máxima categoría del sistema de ligas organizado por la Asociación de Fútbol de Chipre (CFA). La CFA es también la única federación de la isla de Chipre con reconocimiento oficial de la UEFA.
La competición se disputa anualmente, empezando a finales del mes de agosto y terminando en el mes de mayo del siguiente año.
La Primera División cuenta con catorce participantes y consta de dos fases. En la primera fase, siguiendo un sistema de liga, se enfrentarán todos contra todos en dos ocasiones: una en campo propio y otra en campo contrario, hasta disputarse un total de 26 jornadas. La segunda fase queda dividida en dos liguillas: uno por el título del primer al sexto clasificados, y otro por el descenso del séptimo al decimocuarto. En este caso solo juegan entre sí los clubes de sus respectivos grupos, con la puntuación que habían obtenido previamente, hasta disputar 36 jornadas. 
La clasificación final se establece con arreglo a los puntos totales obtenidos por cada equipo al finalizar el campeonato. Los equipos obtienen tres puntos por cada partido ganado, un punto por cada empate y ningún punto por los partidos perdidos. Si al finalizar el campeonato dos equipos igualan a puntos, los mecanismos para desempatar la clasificación son los siguientes:
1. El que tenga una mayor diferencia entre goles a favor y en contra según el resultado de los partidos jugados entre ellos.
2. El que tenga la mayor diferencia de goles a favor teniendo en cuenta todos los obtenidos y recibidos en el transcurso de la competición.
3. El club que haya marcado más goles.

El equipo que más puntos sume al final del campeonato será proclamado campeón de liga y obtendrá el derecho automático a participar en la segunda ronda clasificatoria de la Liga de Campeones de la UEFA. El segundo y tercer clasificado podrán disputar la Liga Europa de la UEFA desde la primera ronda clasificatoria, mientras que el campeón de la Copa de Chipre lo hará desde la segunda ronda. Descienden los dos últimos equipos del grupo de descenso, reemplazados en la siguiente temporada por los ganadores de la Segunda División.

## Participantes

### Temporada 2025/26
| Equipos               | Ciudad    | Estadio                      | Capacidad |
| --------------------- | --------- | ---------------------------- | --------- |
| AEK Lárnaca           | Lárnaca   | AEK Arena                    | 7.400     |
| AEL Limasol           | Limasol   | Estadio Tsirio               | 13.500    |
| Akritas Chlorakas     | Chloraka  | Estadio Municipal Chloraka   | 3.500     |
| Anorthosis Famagusta  | Lárnaca   | Estadio Antonis Papadopoulos | 10.230    |
| APOEL                 | Nicosia   | Estadio GSP                  | 22.859    |
| Apollon Limasol       | Limasol   | Estadio Tsirio               | 13.500    |
| Aris de Limasol       | Limasol   | Estadio Tsirio               | 13.500    |
| Enosis Neon Paralimni | Paralimni | Estadio Paralimni            | 5.800     |
| Ethnikos Achnas       | Achna     | Estadio Dasaki               | 7.200     |
| Krasava Ypsonas       | Ypsonas   | Estadio Stelios Chari        | 1.000     |
| Olympiakos Nicosia    | Nicosia   | Estadio GSP                  | 22.859    |
| Omonia Aradippou      | Aradippou | Estadio Antonis Papadopoulos | 10.230    |
| Omonia Nicosia        | Nicosia   | Estadio GSP                  | 22.859    |
| Pafos FC              | Pafos     | Estadio Stelios Kyriakides   | 9.394     |

## Palmarés
| Temporada  | Campeón                                           | Subcampeón                                        | Máximo goleador                                          | Club                                              | Goles                                             |
| ---------- | ------------------------------------------------- | ------------------------------------------------- | -------------------------------------------------------- | ------------------------------------------------- | ------------------------------------------------- |
| 1934-35    | Trust AC (1)                                      | Çetinkaya Türk SK                                 | Bandera de ?                                             |                                                   |                                                   |
| 1935-36    | APOEL Nicosia (1)                                 | Trust AC                                          | Bandera de ?                                             |                                                   |                                                   |
| 1936-37    | APOEL Nicosia (2)                                 | Trust AC                                          | Bandera de ?                                             |                                                   |                                                   |
| 1937-38    | APOEL Nicosia (3)                                 | Trust AC                                          | Bandera de ?                                             |                                                   |                                                   |
| 1938-39    | APOEL Nicosia (4)                                 | EPA Larnaca                                       | Bandera de ?                                             |                                                   |                                                   |
| 1939-40    | APOEL Nicosia (5)                                 | Pezoporikos Larnaca                               | Bandera de ?                                             |                                                   |                                                   |
| 1940-41    | AEL Limassol (1)                                  | APOEL Nicosia                                     | Bandera de ?                                             |                                                   |                                                   |
| 1941-1944  | Liga no disputada por la Segunda Guerra Mundial   | Liga no disputada por la Segunda Guerra Mundial   | Liga no disputada por la Segunda Guerra Mundial          | Liga no disputada por la Segunda Guerra Mundial   | Liga no disputada por la Segunda Guerra Mundial   |
| 1944-45    | EPA Larnaca (1)                                   | APOEL Nicosia                                     | Bandera de ?                                             |                                                   |                                                   |
| 1945-46    | EPA Larnaca (2)                                   | APOEL Nicosia                                     | Bandera de ?                                             |                                                   |                                                   |
| 1946-47    | APOEL Nicosia (6)                                 | EPA Larnaca                                       | Bandera de ?                                             |                                                   |                                                   |
| 1947-48    | APOEL Nicosia (7)                                 | AEL Limassol                                      | Bandera de ?                                             |                                                   |                                                   |
| 1948-49    | APOEL Nicosia (8)                                 | Anorthosis Famagusta                              | Bandera de ?                                             |                                                   |                                                   |
| 1949-50    | Anorthosis Famagusta (1)                          | EPA Larnaca                                       | Bandera de ?                                             |                                                   |                                                   |
| 1950-51    | Çetinkaya Türk SK (1)                             | APOEL Nicosia                                     | Bandera de ?                                             |                                                   |                                                   |
| 1951-52    | APOEL Nicosia (9)                                 | EPA Larnaca                                       | Bandera de ?                                             |                                                   |                                                   |
| 1952-53    | AEL Limassol (2)                                  | Pezoporikos Larnaca                               | Bandera de ?                                             |                                                   |                                                   |
| 1953-54    | Pezoporikos Larnaca (1)                           | APOEL Nicosia                                     | Bandera de ?                                             |                                                   |                                                   |
| 1954-55    | AEL Limassol (3)                                  | Pezoporikos Larnaca                               | Bandera de ?                                             |                                                   |                                                   |
| 1955-56    | AEL Limassol (4)                                  | APOEL Nicosia                                     | Bandera de ?                                             |                                                   |                                                   |
| 1956-57    | Anorthosis Famagusta (2)                          | Pezoporikos Larnaca                               | Bandera de ?                                             |                                                   |                                                   |
| 1957-58    | Anorthosis Famagusta (3)                          | Pezoporikos Larnaca                               | Bandera de ?                                             |                                                   |                                                   |
| 1958-59    | No disputado                                      | No disputado                                      | No disputado                                             | No disputado                                      | No disputado                                      |
| 1959-60    | Anorthosis Famagusta (4)                          | Omonia Nicosia                                    | Bandera de ?                                             |                                                   |                                                   |
| 1960-61    | Omonia Nicosia (1)                                | Anorthosis Famagusta                              | Panikos Krystallis                                       | Apollon Limassol                                  | 26                                                |
| 1961-62    | Anorthosis Famagusta (5)                          | Omonia Nicosia                                    | Michalis Sialis                                          | Anorthosis Famagusta                              | 22                                                |
| 1962-63    | Anorthosis Famagusta (6)                          | APOEL Nicosia                                     | Pampoulis Papadopoulos                                   | AE Larisa                                         | 24                                                |
| 1963-64    | No disputado                                      | No disputado                                      | No disputado                                             | No disputado                                      | No disputado                                      |
| 1964-65    | APOEL Nicosia (10)                                | Olympiakos Nicosia                                | Kostakis Pieridis                                        |                                                   | 25                                                |
| 1965-66    | Omonia Nicosia (2)                                | Olympiakos Nicosia                                | Panikos Efthymiades                                      |                                                   | 20                                                |
| 1966-67    | Olympiakos Nicosia (1)                            | APOEL Nicosia                                     | Andreas Stylianou                                        | APOEL Nicosia                                     | 29                                                |
| 1967-68    | AEL Limassol (5)                                  | Omonia Nicosia                                    | Pampoulis Papadopoulos                                   | AE Larisa                                         | 31                                                |
| 1968-69    | Olympiakos Nicosia (2)                            | Omonia Nicosia                                    | Panikos Efthymiades                                      |                                                   | 17                                                |
| 1969-70    | EPA Larnaca (3)                                   | Pezoporikos Larnaca                               | Tassos Constantinou                                      |                                                   | 15                                                |
| 1970-71    | Olympiakos Nicosia (3)                            | Digenis Morphou                                   | Panikos Efthymiades Andreas Stylianou Kostas Vassiliades | APOEL Nicosia Apollon Limassol                    | 11                                                |
| 1971-72    | Omonia Nicosia (3)                                | EPA Larnaca                                       | Sotiris Kaiafas                                          | Omonia Nicosia                                    | 12                                                |
| 1972-73    | APOEL Nicosia (11)                                | Olympiakos Nicosia                                | Lakis Theodorou                                          |                                                   | 17                                                |
| 1973-74    | Omonia Nicosia (4)                                | Pezoporikos Larnaca                               | Sotiris Kaiafas                                          | Omonia Nicosia                                    | 20                                                |
| 1974-75    | Omonia Nicosia (5)                                | Enosis Neon Paralimni                             | Gregory Savva                                            | Omonia Nicosia                                    | 21                                                |
| 1975-76    | Omonia Nicosia (6)                                | APOEL Nicosia                                     | Sotiris Kaiafas                                          | Omonia Nicosia                                    | 39                                                |
| 1976-77    | Omonia Nicosia (7)                                | APOEL Nicosia                                     | Sotiris Kaiafas                                          | Omonia Nicosia                                    | 44                                                |
| 1977-78    | Omonia Nicosia (8)                                | APOEL Nicosia                                     | Andreas Kanaris                                          | Omonia Nicosia                                    | 20                                                |
| 1978-79    | Omonia Nicosia (9)                                | APOEL Nicosia                                     | Sotiris Kaiafas                                          | Omonia Nicosia                                    | 28                                                |
| 1979-80    | APOEL Nicosia (12)                                | Omonia Nicosia                                    | Sotiris Kaiafas                                          | Omonia Nicosia                                    | 23                                                |
| 1980-81 \| | Omonia Nicosia (10)                               | APOEL Nicosia                                     | Sotiris Kaiafas                                          | Omonia Nicosia                                    | 14                                                |
| 1981-82    | Omonia Nicosia (11)                               | Pezoporikos Larnaca                               | Sotiris Kaiafas                                          | Omonia Nicosia                                    | 19                                                |
| 1982-83    | Omonia Nicosia (12)                               | Anorthosis Famagusta                              | Panikos Chatziloisou                                     |                                                   | 17                                                |
| 1983-84    | Omonia Nicosia (13)                               | APOEL Nicosia                                     | Kittos Lenos Sylvester Vernon                            | Ermis Aradippou Pezoporikos Larnaca               | 14                                                |
| 1984-85    | Omonia Nicosia (14)                               | APOEL Nicosia                                     | Giorgos Savvidis                                         | Omonia Nicosia                                    | 24                                                |
| 1985-86    | APOEL Nicosia (13)                                | Omonia Nicosia                                    | Giannos Ioannou                                          | APOEL Nicosia                                     | 22                                                |
| 1986-87    | Omonia Nicosia (15)                               | APOEL Nicosia                                     | Spas Djevizov                                            | Omonia Nicosia                                    | 32                                                |
| 1987-88    | Pezoporikos Larnaca (2)                           | APOEL Nicosia                                     | Tasas Zuvani                                             | Enosis Neon Paralimni                             | 23                                                |
| 1988-89    | Omonia Nicosia (16)                               | Apollon Limassol                                  | Nigel McNeill                                            | Nea Salamina Famagusta                            | 19                                                |
| 1989-90    | APOEL Nicosia (14)                                | Omonia Nicosia                                    | Sinisa Gogic                                             | APOEL Nicosia                                     | 19                                                |
| 1990-91    | Apollon Limassol (1)                              | Anorthosis Famagusta                              | Suat Besirevic Panikos Xiourouppas                       | Apollon Limassol Omonia Nicosia                   | 19                                                |
| 1991-92    | APOEL Nicosia (15)                                | Anorthosis Famagusta                              | Jozsef Dzurjak                                           | Omonia Nicosia                                    | 21                                                |
| 1992-93    | Omonia Nicosia (17)                               | Apollon Limassol                                  | Sladjan Scepovic                                         | Apollon Limassol                                  | 25                                                |
| 1993-94    | Apollon Limassol (2)                              | Anorthosis Famagusta                              | Sinisa Gogic                                             | Anorthosis Famagusta                              | 26                                                |
| 1994-95    | Anorthosis Famagusta (7)                          | Omonia Nicosia                                    | Pambis Andreou                                           | Nea Salamina Famagusta                            | 25                                                |
| 1995-96    | APOEL Nicosia (16)                                | Anorthosis Famagusta                              | Jozsef Kiprich                                           | APOEL Nicosia                                     | 25                                                |
| 1996-97    | Anorthosis Famagusta (8)                          | Apollon Limassol                                  | Michalis Konstantinou                                    | Enosis Neon Paralimni                             | 17                                                |
| 1997-98    | Anorthosis Famagusta (9)                          | Omonia Nicosia                                    | Rainer Rauffmann                                         | Omonia Nicosia                                    | 42                                                |
| 1998-99    | Anorthosis Famagusta (10)                         | Omonia Nicosia                                    | Rainer Rauffmann                                         | Omonia Nicosia                                    | 35                                                |
| 1999-2000  | Anorthosis Famagusta (11)                         | Omonia Nicosia                                    | Rainer Rauffmann                                         | Omonia Nicosia                                    | 34                                                |
| 2000-01    | Omonia Nicosia (18)                               | Olympiakos Nicosia                                | Rainer Rauffmann                                         | Omonia Nicosia                                    | 30                                                |
| 2001-02    | APOEL Nicosia (17)                                | Anorthosis Famagusta                              | Wojciech Kowalczyk                                       | Anorthosis Famagusta                              | 24                                                |
| 2002-03    | Omonia Nicosia (19)                               | Anorthosis Famagusta                              | Marios Neophytou                                         | Anorthosis Famagusta                              | 33                                                |
| 2003-04    | APOEL Nicosia (18)                                | Omonia Nicosia                                    | Jozef Kožlej Lukasz Sosin                                | Omonia Nicosia Apollon Limassol                   | 21                                                |
| 2004-05    | Anorthosis Famagusta (12)                         | APOEL Nicosia                                     | Lukasz Sosin                                             | Apollon Limassol                                  | 21                                                |
| 2005-06    | Apollon Limassol (3)                              | Omonia Nicosia                                    | Lukasz Sosin                                             | Apollon Limassol                                  | 28                                                |
| 2006-07    | APOEL Nicosia (19)                                | Omonia Nicosia                                    | Esteban Solari                                           | APOEL Nicosia                                     | 20                                                |
| 2007-08    | Anorthosis Famagusta (13)                         | APOEL Nicosia                                     | David Pereira da Costa Lukasz Sosin                      | Doxa Katokopias Anorthosis Famagusta              | 16                                                |
| 2008-09    | APOEL Nicosia (20)                                | Omonia Nicosia                                    | Sérgio Luis Gardino da Silva                             | Doxa Katokopias                                   | 28                                                |
| 2009-10    | Omonia Nicosia (20)                               | APOEL Nicosia                                     | Joeano Jose Semedo                                       | APOP Kinyras Peyias Ermis Aradippou               | 22                                                |
| 2010-11    | APOEL Nicosia (21)                                | Omonia Nicosia                                    | Mrljan Mrdakovic                                         | Apollon Limassol                                  | 21                                                |
| 2011-12    | AEL Limassol (6)                                  | APOEL Nicosia                                     | Freddy                                                   | Omonia Nicosia                                    | 17                                                |
| 2012-13    | APOEL Nicosia (22)                                | Anorthosis Famagusta                              | Bernardo Vasconcelos                                     | Alki Larnaca                                      | 18                                                |
| 2013-14    | APOEL Nicosia (23)                                | AEL Limassol                                      | Gastón Sangoy Jorge Filipe Monteiro                      | Apollon Limassol AEL Limassol                     | 18                                                |
| 2014-15    | APOEL Nicosia (24)                                | AEK Larnaca                                       | Mickaël Poté                                             | Omonia Nicosia                                    | 17                                                |
| 2015-16    | APOEL Nicosia (25)                                | AEK Larnaca                                       | Fernando Cavenaghi André Alves Dimitar Makriev           | APOEL Nicosia AEK Larnaca Nea Salamina Famagusta  | 19                                                |
| 2016-17    | APOEL Nicosia (26)                                | AEK Larnaca                                       | Matt Derbyshire                                          | Omonia Nicosia                                    | 24                                                |
| 2017-18    | APOEL Nicosia (27)                                | Apollon Limassol                                  | Matt Derbyshire                                          | Omonia Nicosia                                    | 22                                                |
| 2018-19    | APOEL Nicosia (28)                                | AEK Larnaca                                       | Adam Nemec                                               | Pafos FC                                          | 16                                                |
| 2019-20    | Campeonato suspendido por la pandemia de COVID-19 | Campeonato suspendido por la pandemia de COVID-19 | Campeonato suspendido por la pandemia de COVID-19        | Campeonato suspendido por la pandemia de COVID-19 | Campeonato suspendido por la pandemia de COVID-19 |
| 2020-21    | Omonia Nicosia (21)                               | Apollon Limassol                                  | Berat Sadik Tomáš Wágner                                 | Doxa Katokopias Nea Salamina Famagusta            | 18                                                |
| 2021-22    | Apollon Limassol (4)                              | AEK Larnaca                                       | Ivan Tričkovski                                          | AEK Larnaca                                       | 15                                                |
| 2022-23    | Aris de Limassol (1)                              | APOEL Nicosia                                     | Jairo de Macedo da Silva Ioannis Pittas                  | Pafos FC Apollon Limassol                         | 18                                                |
| 2023-24    | APOEL Nicosia (29)                                | AEK Larnaca                                       | Marios Ilia                                              | Ethnikos Achna                                    | 19                                                |
| 2024-25    | Pafos (1)                                         | Aris Limassol                                     | -                                                        | [[]]                                              | -                                                 |

## Títulos por club
| Club                  | Títulos | Subtítulos | Años de los campeonatos |
| --------------------- | ------- | ---------- | --- |
| APOEL Nicosia         | 29      | 21         | 1936, 1937, 1938, 1939, 1940, 1947, 1948, 1949, 1952, 1965, 1973, 1980, 1986, 1990, 1992, 1996, 2002, 2004, 2007, 2009, 2011, 2013, 2014, 2015, 2016, 2017, 2018, 2019, 2024 |
| Omonia Nicosia        | 21      | 16         | 1961, 1966, 1972, 1974, 1975, 1976, 1977, 1978, 1979, 1981, 1982, 1983, 1984, 1985, 1987, 1989, 1993, 2001, 2003, 2010, 2021                                                 |
| Anorthosis Famagusta  | 13      | 10         | 1950, 1957, 1958, 1960, 1962, 1963, 1995, 1997, 1998, 1999, 2000, 2005, 2008                                                                                                 |
| AEL Limassol          | 6       | 2          | 1941, 1953, 1955, 1956, 1968, 2012 |
| Apollon Limassol      | 4       | 6          | 1991, 1994, 2006, 2022 |
| EPA Larnaca           | 3       | 5          | 1945, 1946, 1970 |
| Olympiakos Nicosia    | 3       | 4          | 1967, 1969, 1971 |
| Pezoporikos Larnaca   | 2       | 8          | 1954, 1988 |
| Trust AC              | 1       | 3          | 1935 |
| Çetinkaya Türk SK*    | 1       | 1          | 1951 |
| Aris Limassol         | 1       | 1          | 2023 |
| Pafos                 | 1       | -          | 2025 |
| AEK Larnaca           | -       | 6          | ----- |
| Digenis Morphou       | -       | 1          | ----- |
| Enosis Neon Paralimni | -       | 1          | ----- |

*: Actualmente en Liga Birinci, en Chipre del Norte.

## Clasificación histórica
tabla actualizada finalizada la temporada 2018-19
- Tabla de la liga de la Primera División de Chipre, desde su creación en 1934 hasta la temporada 2019-20.
- Se aplica tres puntos por victoria, un punto por un empate, aunque este sistema se introdujo en la temporada 1991-92.

| N.º | Club                       | Temp. | P.D. | P.G. | P.E. | P.P. | G.F. | G.C. | Dif.  | Puntos |
| --- | -------------------------- | ----- | ---- | ---- | ---- | ---- | ---- | ---- | ----- | ------ |
| 1.  | APOEL FC                   | 79    | 1840 | 1103 | 395  | 342  | 3959 | 1829 | +2130 | 3704   |
| 2.  | AC Omonia Nicosia          | 64    | 1678 | 1028 | 378  | 310  | 3599 | 1601 | +1998 | 3424   |
| 3.  | Anorthosis Famagusta FC    | 74    | 1827 | 921  | 458  | 448  | 3296 | 2110 | +1186 | 3211   |
| 4.  | AEL Limassol FC            | 79    | 1842 | 763  | 450  | 629  | 2989 | 2557 | +432  | 2736   |
| 5.  | Apollon Limassol FC        | 61    | 1638 | 749  | 423  | 466  | 2785 | 2000 | +785  | 2669   |
| 6.  | Nea Salamina Famagusta FC  | 58    | 1521 | 508  | 394  | 619  | 2093 | 2309 | -216  | 1915   |
| 7.  | Olympiakos Nicosia FC      | 68    | 1524 | 501  | 370  | 653  | 2271 | 2810 | -539  | 1869   |
| 8.  | Enosis Neon Paralimni FC   | 48    | 1304 | 437  | 380  | 487  | 1712 | 1778 | -66   | 1688   |
| 9.  | Pezoporikos Larnaca FC     | 49    | 1062 | 444  | 318  | 300  | 1719 | 1326 | +393  | 1644   |
| 10. | EPA Larnaca FC             | 50    | 1053 | 362  | 278  | 413  | 1571 | 1641 | -70   | 1364   |
| 11. | Aris Limassol FC           | 53    | 1206 | 327  | 324  | 655  | 1663 | 2639 | -976  | 1305   |
| 12. | Alki Larnaca FC            | 43    | 1122 | 304  | 285  | 533  | 1391 | 1982 | -591  | 1156   |
| 13. | AEK Larnaca FC             | 25    | 724  | 320  | 167  | 237  | 1175 | 917  | +258  | 1127   |
| 14. | Ethnikos Achna FC          | 32    | 912  | 299  | 222  | 381  | 1222 | 1408 | -186  | 1119   |
| 15. | APOP Paphos FC             | 22    | 586  | 133  | 142  | 311  | 616  | 1156 | -540  | 541    |
| 16. | Doxa Katokopia FC          | 16    | 483  | 119  | 106  | 258  | 560  | 935  | -375  | 463    |
| 17. | Evagoras Paphos            | 18    | 480  | 90   | 136  | 254  | 431  | 906  | -475  | 406    |
| 18. | Digenis Akritas Morphou FC | 15    | 396  | 94   | 110  | 192  | 397  | 696  | -299  | 392    |
| 19. | Ermis Aradippou FC         | 13    | 398  | 97   | 79   | 222  | 431  | 832  | -401  | 364    |
| 20. | AEP Paphos FC              | 10    | 278  | 80   | 73   | 125  | 376  | 479  | -103  | 304    |
| 21. | Omonia Aradippou           | 13    | 357  | 64   | 92   | 201  | 315  | 686  | -371  | 284    |
| 22. | Çetinkaya Türk SK          | 18    | 208  | 77   | 35   | 96   | 392  | 499  | -107  | 266    |
| 23. | APOP Kinyras Peyias FC     | 5     | 148  | 44   | 29   | 75   | 201  | 265  | -64   | 155    |
| 24. | ASIL Lysi                  | 8     | 198  | 37   | 40   | 121  | 169  | 430  | -261  | 151    |
| 25. | Pafos FC                   | 4     | 127  | 39   | 35   | 53   | 142  | 187  | -45   | 146    |
| 26. | Anagennisi Deryneia FC     | 7     | 186  | 31   | 35   | 120  | 163  | 409  | -246  | 128    |
| 27. | Keravnos Strovolou FC      | 4     | 108  | 28   | 28   | 52   | 111  | 167  | -56   | 112    |
| 28. | Trust AC                   | 4     | 44   | 30   | 8    | 6    | 129  | 54   | +75   | 98     |
| 29. | AYMA Nicosia               | 11    | 176  | 23   | 27   | 126  | 254  | 613  | -359  | 96     |
| 30. | APEP Pitsilia FC           | 7     | 192  | 25   | 34   | 133  | 158  | 460  | -302  | 95     |
| 31. | AC Orfeas Nicosia          | 4     | 90   | 24   | 16   | 50   | 110  | 180  | -70   | 88     |
| 32. | Ayia Napa FC               | 4     | 110  | 12   | 28   | 70   | 90   | 218  | -128  | 64     |
| 33. | Ethnikos Assia FC          | 3     | 78   | 17   | 10   | 51   | 103  | 184  | -81   | 61     |
| 34. | Chalkanoras Idaliou        | 2     | 60   | 16   | 11   | 33   | 59   | 116  | -57   | 59     |
| 35. | Karmiotissa Polemidion     | 1     | 36   | 10   | 7    | 19   | 47   | 71   | -24   | 37     |
| 36. | Othellos Athienou FC       | 1     | 32   | 5    | 10   | 17   | 26   | 42   | -16   | 25     |
| 37. | AEK Kouklia FC             | 1     | 36   | 6    | 5    | 25   | 34   | 94   | -60   | 23     |
| 38. | Kentro Neon Onisillos      | 1     | 26   | 3    | 4    | 19   | 22   | 63   | -41   | 13     |
| 39. | Atromitos Yeroskipou       | 1     | 26   | 1    | 4    | 21   | 19   | 69   | -50   | 7      |
| 40. | Enosis Neon THOI Lakatamia | 1     | 26   | 1    | 4    | 21   | 15   | 75   | -60   | 7      |
| 41. | AEZ Zakakiou               | 1     | 26   | 1    | 8    | 17   | 20   | 63   | -43   | 5      |